# Crimson Peak
Crimson Peak är en amerikansk skräckfilm från 2015 i regi av Guillermo del Toro. I huvudrollerna ses Mia Wasikowska, Tom Hiddleston, Jessica Chastain, Charlie Hunnam och Jim Beaver.

## Handling
År 1887 i Buffalo, New York, i efterdyningarna av en familjetragedi, finner sig den aspirerande författaren Edith Cushing sliten mellan kärleken till sin barndomsvän och attraktionen till en mystisk engelsk baronet. För att försöka undkomma sitt eget förflutna låter hon sig svepas iväg till England och Allerdale Hall, ett hus som andas, blöder – och kommer ihåg.

## Roller i urval
- Mia Wasikowska – Edith Cushing
- Jessica Chastain – Lucille Sharpe
- Tom Hiddleston – Sir Thomas Sharpe, baronet
- Charlie Hunnam – Dr. Alan McMichael
- Jim Beaver – Carter Cushing
- Burn Gorman – Mr. Holly
- Leslie Hope – Mrs. McMichael, Alans mor
- Doug Jones – Ediths mors och Lady Sharpes spöken
- Javier Botet – Pamelas, Enolas och Margarets spöken